# تپه نارنج‌قلعه ۲
تپه نارنج قلعه (۲) مربوط به دوره ساسانیان است و در شهرستان جاجرم، بخش مرکزی، ۳ کیلومتری جنوب غرب شهر درق واقع شده و این اثر در تاریخ ۲۸ شهریور ۱۳۸۶ با شمارهٔ ثبت ۱۹۷۰۱ به‌عنوان یکی از آثار ملی ایران به ثبت رسیده‌است.